# Territ becllarg
El territ becllarg

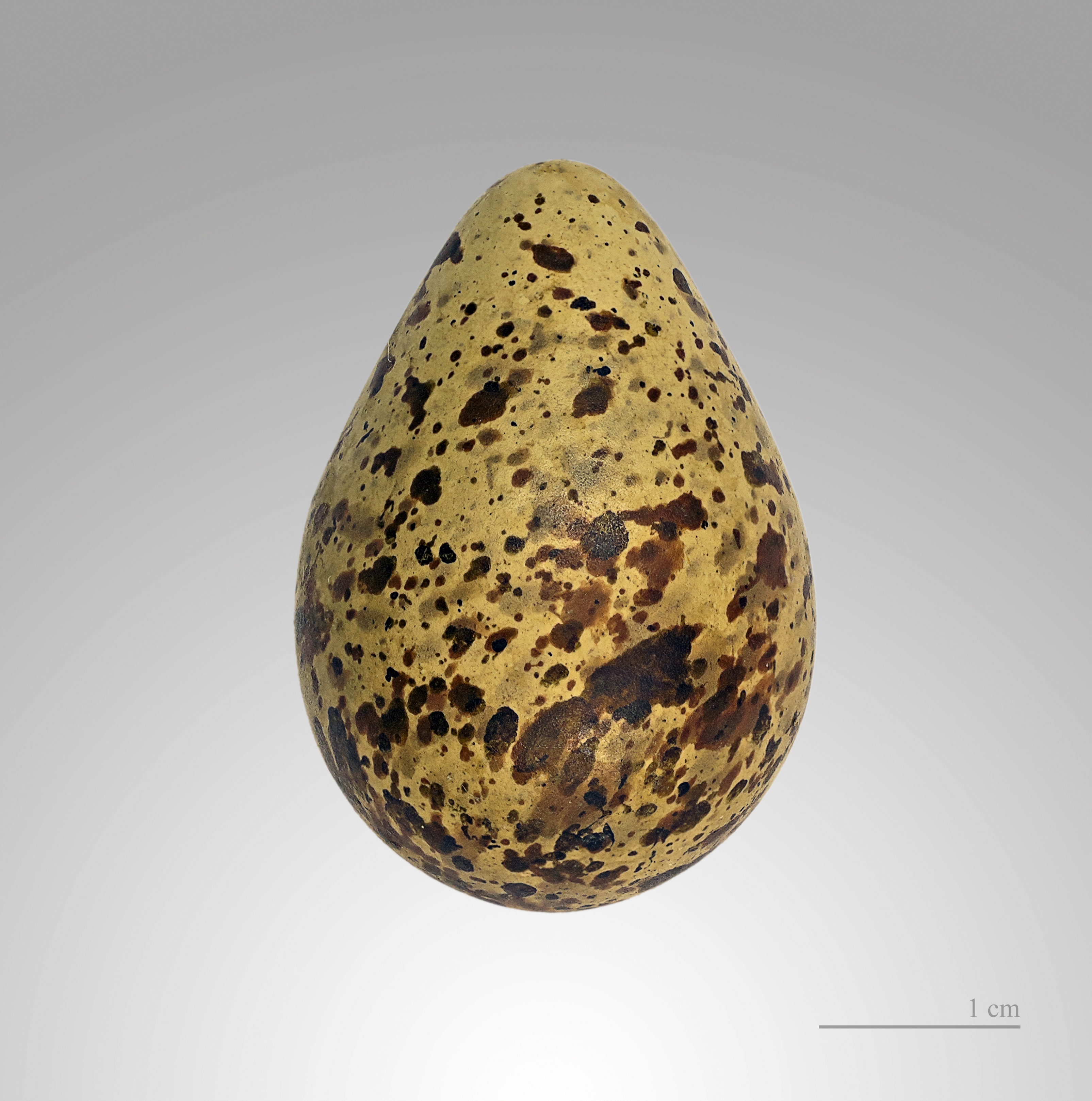
Calidris ferruginea

(Calidris ferruginea) és una espècie d'ocell de la família dels escolopàcids (Scolopacidae) que en estiu habita la tundra del nord de Sibèria des del riu Ienissei cap a l'est fins Txukotka, Nova Sibèria, i nord d'Alaska. Durant l'hivern habita aiguamolls i platges de les zones tropicals i subtropicals del Vell Món i Australàsia. Als Països Catalans és poc abundant però regular com a migrador.